# Boletín Oficial de las Islas Baleares
El Boletín Oficial de las Islas Baleares (BOIB; en catalán Butlletí Oficial de les Illes Balears) es el diario oficial de la comunidad autónoma española de las Islas Baleares. En él se publican las disposiciones generales, actos administrativos y textos que, en virtud de disposición legal o reglamentaria, deban ser obligatoriamente publicados en el mismo para su validez legal o eficacia jurídica.
Se publica regularmente tres veces a la semana: los martes, los jueves, y los sábados, pudiendo existir, si fuese necesario, un número cualquiera de boletines extraordinarios cualquier día de la semana sin excepción. La administración, edición y distribución depende de la Consejería de la Presidencia del Gobierno de las Islas Baleares.